# Urraca Rodríguez de Guzmán

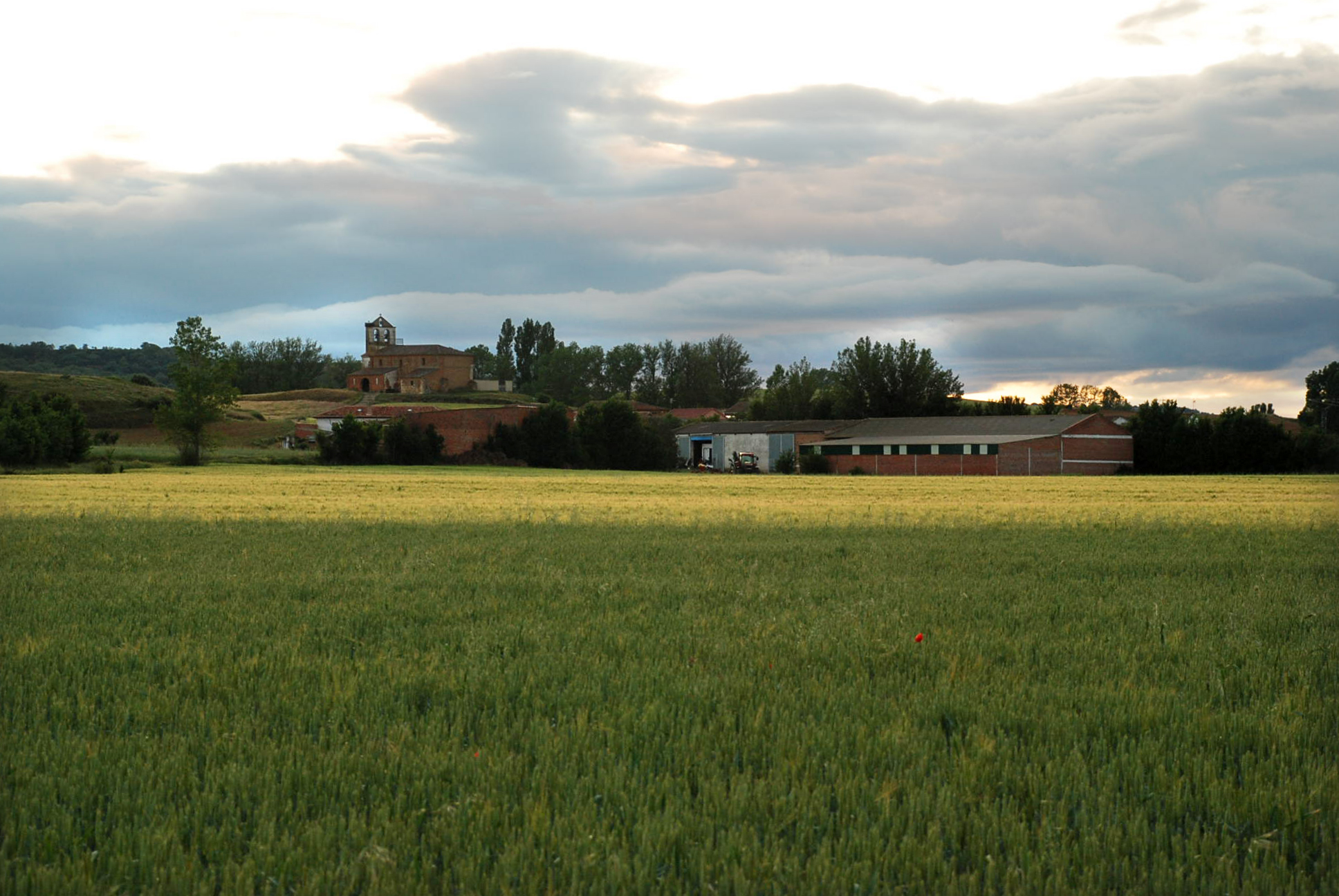
Villamelendro de Valdavia, villa donada por Alfonso VIII en 1187 a Pedro Rodríguez de Castro y su esposa Urraca Rodríguez de Guzmán.

Escudo de la Casa de Guzmán

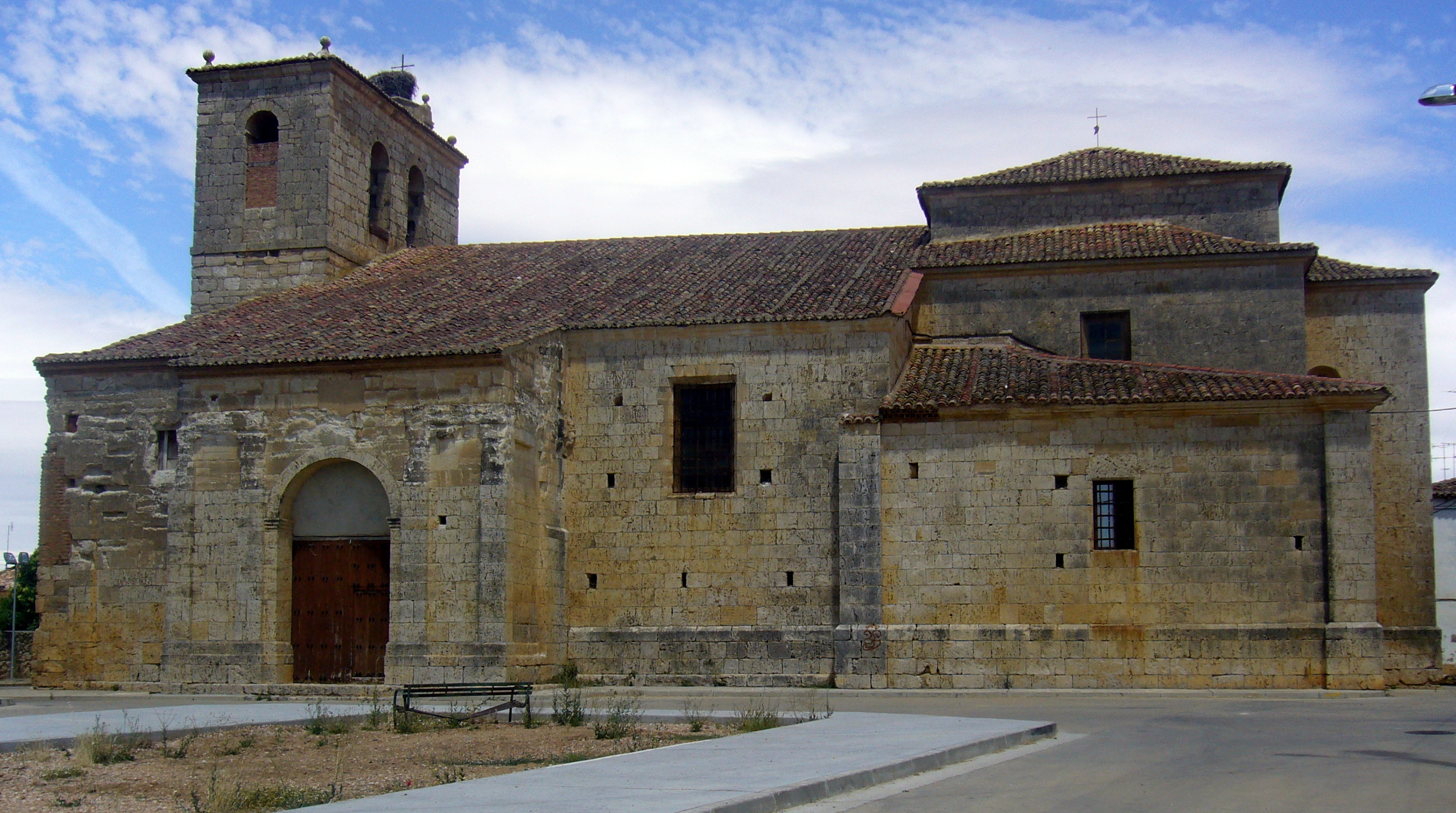
Iglesia de San Pedro en Itero de la Vega, donde está constatada la casa familiar donde Pedro Rodríguez de Castro y su esposa Urraca criaron a la infanta Blanca de Castilla.

Urraca Rodríguez de Guzmán (m. después de 1189), sexta hija de Rodrigo Muñoz de Guzmán, genearca de la casa de Guzmán, y de Mayor Díaz, contrajo matrimonio antes de 1171 con Pedro Rodríguez de Castro con quien posiblemente no tuvo descendencia.
El 19 de diciembre de 1187, el rey Alfonso VIII, dona a su marido Pedro, en agradecimiento por incorporarse a los servicios de la Corona castellana, y a la sazón tenente también de Astudillo, las villas de Villasila y Villamelendro en el alfoz de Saldaña y a las cuales el propio rey dotó de fuero en 1180. Poco tiempo después, en 1189. Pedro Rodríguez de Guzmán donó, junto con su esposa, a la orden de Santiago dichas villas con sus tierras.
Urraca junto a su marido fue la preceptora de la infanta Blanca de Castilla, hija de Alfonso VIII de Castilla, nacida en Palencia en 1188 cuya crianza llevó a cabo en su casa de Itero de la Vega como afirma Mondejar: puerula infantissa Domina Blanca, nutriente in domo Petri roderici de Castro.
Pedro Rodríguez de Castro, llamado «el Monje» deja de aparecer el 22 de noviembre de 1191 en la documentación medieval. Este hecho, entrando en el terreno especulativo, puede estar relacionado con el año en el que fallece Urraca, y decide retirarse de la vida pública, tomando los hábitos para ingresar en la San Isidoro de León.
Uno de sus hermanos, Álvaro Rodríguez de Guzmán se casó con Sancha Rodríguez de Castro, hija también, al igual que su marido Pedro, de Rodrigo Fernández de Castro el Calvo y de Eylo Álvarez, fortaleciendo las relaciones entre la Casa de Guzmán y la Casa de Castro.